# Alejandro Tantanian
Alejandro Tantanian (Buenos Aires, Argentina; 23 de mayo de 1966) es un dramaturgo y director de teatro argentino.

## Biografía
Sus piezas han sido traducidas al portugués, inglés, italiano, francés y alemán. Como autor ha sido estrenado en Argentina, Uruguay, Brasil, Francia, Suiza, España, Bélgica, Italia, Austria y Alemania. También ha participado en más de 60 festivales internacionales y ha sido merecedor de numerosos premios nacionales.
Inicia en 1979 sus estudios de actuación en la Universidad Popular de Belgrano. Estudios que amplía y diversifica (no sólo sigue perfeccionándose en talleres de actuación, sino que inicia sus estudios de canto, dirección y dramaturgia) a partir de la década del '80 con maestros de la talla de Laura Yusem, Ricardo Monti, Alicia Scaglia, Norman Briski, Juan Carlos Gené y Augusto Fernandes, entre otros.
En 1995 forma parte del grupo de dramaturgos Caraja-ji y es invitado a formar parte del grupo El Periférico de Objetos.
Como gestor puede destacarse su rol como fundador en 2010 de Panorama Sur: plataforma de formación e intercambio para artistas con sede en la ciudad de Buenos Aires desempeñándose como director artístico hasta el momento del cierre de la plataforma en agosto de 2019. Además, entre enero de 2017 y enero de 2020 se desempeña como director general y artístico del TNA / Teatro Nacional Cervantes.
En 2015 y 2016 cura el ciclo El borde de sí mismo: ensayos entre el teatro y las artes visuales en el Museo de Arte Moderno de Buenos Aires.

## Obras
- 2024: El trágico reinado de Eduardo II, la triste muerte de su amado Gaveston, las intrigas de la Reina Isabel y el ascenso y caída del arrogante Mortimer - Director con texto de Christopher Marlowe
- 2018: Sagrado bosque de monstruos - Autor y director
- 2016: Todas las canciones de amor - Director con texto de Santiago Loza.
- 2015: Patricio Contreras dice Nicanor Parra - Autor y director junto a Patricio Contreras y Diego Penelas
- 2014: Mi tristeza sería la misma - Autor y director
- 2014: Almas ardientes - Director con texto de Santiago Loza.
- 2014: Bencich - Autor y director
- 2014: El rastro - Director. Adaptación de Analía Couceyro de la novela de Margo Glantz
- 2013: Nada del amor me produce envidia - Director con texto de Santiago Loza.
- 2013: El Don de la Palabra - Director con texto de Andrew Bovell.
- 2012: Cenizas (Wrecks) - Director con texto de Neil LaBute.
- 2012: Cliff (Acantilado) - Director con texto de Alberto Conejero.
- 2012: Nie War Der Schatten - Autor y director.
- 2011: Blackbird - Director con texto David Harrower.
- 2011: Las islas - Director con texto de Carlos Gamerro.
- 2009: Amerika - Director a partir de la obra de Franz Kafka.
- 2008: Los Sensuales - Autor y director.
- 2007: La libertad / Freiheit - Dirección con texto de Ariel Farace, Alejandro Tantanian y Martín Tufró.[9]
- 2007: Y nada más - Director sobre textos de Boris Pasternak, Sylvia Plath, Paul Celan, Marina Tsvietáieva, Nicolás Vilela y Alejandro Tantanian.
- 2006: Cuchillos en gallinas - Director con texto de David Harrower.
- 2006: Recital Ibsen (Fragmentos, cartas, misceláneas) - Dirección. Texto de Nicolás Schuff y Alejandro Tantanian.
- 2006: Romeo & Julia - Director. Versión de Romeo y Julieta de William Shakespeare
- 2005: Los Mansos - Director. Sobre motivos de El idiota de Fedor Dostoievski.[10]
- 2003: Excursión - Director y coautor junto a Luis Cano.
- 2003: Carlos W. Saénz (1956 -) - Autor y Director.
- 2003: Dedos, el musical - Director con libro de Borja Ortiz De Gondra y música de Marcelo Moguilevsky.
- 2001: La escala humana - Texto y dirección de Javier Daulte, Rafael Spregelburd y Alejandro Tantanian.
- 2000: La desilusión - Texto y dirección de Alejandro Tantanian y Luis Cano.
- 2000: JULIA / Una tragedia naturalista - Dirección. Versión de Señorita Julia de August Strindberg.
- 1999: Unos viajeros se mueren - Dirección con texto de Daniel Veronese.
- 1999: Zooedipous - Intérprete. Obra teatral de El periférico de objetos sobre Edipo Rey de Sófocles.
- 1999: Variaciones sobre B... - Intérprete. Obra teatral de El periférico de objetos basada en Samuel Beckett
- 1998/99: El hombre de arena - Intérprete. Obra teatral de El periférico de objetos.
- 1997: Un cuento alemán - Autor y diretor.
- 1997: Cámara Gesell - Intérprete. Obra teatral de El periférico de objetos.
- 1996: Circonegro - Intérprete. Obra teatral de El periférico de objetos.
- 1995: Máquina Hamlet - Intérprete. Obra teatral de Heiner Müller dirigida por El periférico de objetos.
- 1993: Búfalos - Intérprete. Versión de La tempestad de William Shakespeare.
- 1992: Tangogro. Intérprete.
- 1990: Algunos episodios de la vida de Bartleby. Un escribiente - Intérprete. Basado en el cuento de Herman Melville.
- 1989: Rey Lear - Intérprete.
- 1989: Alcestes - Intérprete.

### Televisión
- 2024 - Cris Miró (Ella), TNT, como Lino Patalano.

## Publicaciones
- Bencich / Los Sensuales; Editorial Paso de Gato, México, octubre de 2016.
- Los Sensuales; Colección Libros Drama, Buenos Aires, abril de 2013.
- Los Mansos / Os Mansos; Edición bilingüe con traducción de Héctor Briones con la colaboración de Cacilda Povoas, Editora da Universidade Federal de Bahia, EDUFBA, Salvador-BA, Brasil, 2010.
- Alejandro Tantanian. Cine Quirúrgico, Ispahán, Una anatomía de la sombra, El Orfeo y Los Mansos; Colección Nuevo Teatro, Editorial Losada, Buenos Aires, junio de 2007.
- Foollyk: Teatro I; Editorial Colihue, Buenos Aires, octubre de 2005
- Muñequita o juremos con gloria morir y otros textos; Libros del Rojas, Buenos Aires, agosto de 2005.